# 동로마 제국의 관직과 칭호

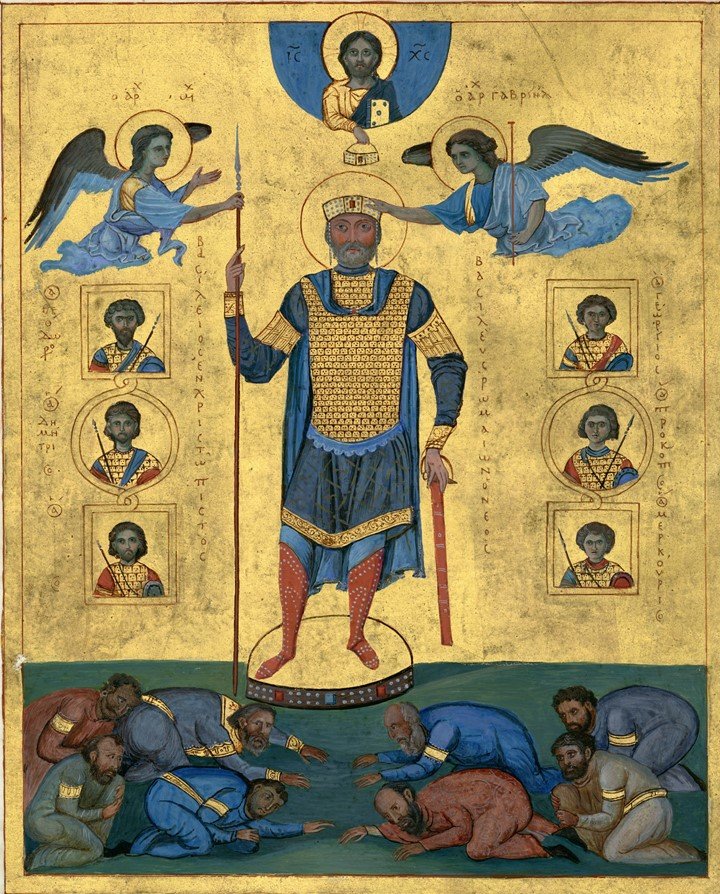
바실레이오스 2세. 제국 왕관에 천사가 손을 얹고 있는 전승의 황제 복장과 그림의 전형적인 예이다.

동로마 제국은 로마 제국에서 이어받은 귀족제와 관료제의 혼합 정치 제도를 취했다. 계층의 정점에는 황제가 있었지만, "동로마 제국은 공화적 전제정이지 왕권신수설의 지지에 의한 절대군주정이 아니었다." 제위 승계를 다루는 성문법은 존재하지 않았고, 로마 공화정은 공식적으로 철폐된 적이 없었다. 따라서 황제는 여전히, 공식적으로는 원로원과 군대, 양 측이 선출하였다. 실제로는, 원로원의 권력은 시간이 흐르며 약화되었고 군대가 독점적으로 황제를 선출하였다. 반(半)공화정이 되어가는 동안 황제들은 보통 간접적인 수단으로 제위를 자식에게 승계하려고 했는데, 예를 들자면 공동 황제로 지명하는 것이었다. 성문화된 승계법 및 절차의 부재는 군국화한 국가의 상태와 맞물려 수많은 쿠데타와 반란으로 이어져 몇몇 재앙스러운 결과를 낳았으니 만지케르트 전투가 대표적이다.
황제의 아래로는 무수히 많은 관리들과 궁정 신하들이 국가를 운영하는데 필수적인 행정 조직을 관리했다. 황제가 신하에게 하사하거나 또는 우호적인 의미로 외국의 통치자들에게 수여해 온 다수의 명예로운 칭호들이 이들에게 주어졌다.
제정이 이어진 천년이 넘는 시간동안, 다양한 칭호들이 채택되거나 폐지되었으며, 많은 사람들이 명성을 잃거나 얻었다. 동방 제국 초에는 분열 전의 로마 제국과 문화적으로 분화되지 않았기 때문에 이 때의 칭호들은 후기 로마 제국의 칭호들과 동일했다. 7세기 이라클리오스 시대부터 많은 칭호들이 구식이 되었다. 알렉시오스 1세 시대에는 많은 지위들이 새롭게 또는 철저히 바뀌었지만, 알렉시오스 재위기부터는 1453년 제국의 몰락 때까지 근본적으로 같은 칭호들이 유지되었다.

## 역사적 배경
초기 비잔티움 시대(4세기~7세기 초반)에, 정부의 체계는 디오클레티아누스와 콘스탄티누스 대제 통치 하의 후기 로마 시대에 성립된 표준을 따랐다. 그 시대의 체계에서는 민정 고관과 군정 고관 그리고 고관에 상응하는 칭호들이 엄격히 구분되어 있었고, 원로원의 일원인지 아닌지로 구별하는 것이 중요한 특징이었다. 7세기에 무슬림 정복으로 인해 광대한 영토를 상실하게 된 비잔티움의 국면 변화로 이 체제는 무너졌고, "고전" 또는 비잔티움의 중기 시대(8~11세기) 동안에, 새로운 궁정 중앙관리 체계가 부상하게 되었다. 그 체계 내에서, 옛 칭호들, 새로이 구식이 된 칭호들, 공공 기관에서 파생된 새로운 칭호들과 특정한 위계의 칭호들이 관리들 각자에게 수여되었다. 프로토스파타리오스(첫번째 검을 품은 자라는 뜻으로 의식에서 군주의 검을 운반하는 임무를 수행하던 것에서 유래했으며 이 일을 맡은 근위대장을 가리키기도 했다.)계급의 모든 관리들은 원로원 의원에 의해서 임명되었기 때문에, 원로원 계층은 상류층 관료주의의 거대한 부분과 결속된 위치를 유지했다. 그 시대에, 많은 가문들이 여러 세기 동안 중요한 위치를 유지했고, 황제들 중 몇 명은 귀족 계층에 의해서 옹립되었다. 이 체계는 크게 두 집단으로 나뉘는데, 콘스탄티노플 내정 귀족과 지방 군사 귀족이 그 두 집단이다. 후자는 자신의 지방을 기반으로 대토지를 소유하고 있었지만, 동시대의 서유럽과는 대조되게 그들 소유의 군대는 갖지 못했다.( 군대는 서유럽의 봉건정과 달리 제정의 통수권 하에 있었다.) 11세기에 만지케르트 전투가 불러온 아나톨리아 테마의 괴멸은 다시 제국의 행정관리 체계의 재편성을 촉진시켰다. 콤네누스 왕조는 이 변화를 주도하여 과거의 직위와 칭호들을 차츰 폐지하고, 반면에 왕조와 인척관계를 맺은 가문들에 수여하는 새로운 관직과 칭호들로 통합해 나갔다. 콤네누스 왕조와 그 다음의 팔라이올로구스조는 기본적으로 귀족 가문들과의 제한된 통혼으로 토지 소유 귀족을 엄중히 통제하는 귀족정으로 국정을 운영하였다. 예를 들어, 11세기와 12세기에 약 80 가문의 민정 귀족들과 64 가문의 군사 귀족들이 확인되었는데 매우 거대한 나라에 비해서 너무나 적은 수이다. 마침내, 게오르게 코디누스의 보고를 보면, 팔라이올로스조 체계에서, 수 세기를 지나 결국에 고위 계급마저 자리를 잃고 다른 사람들은 그들의 위치를 차지하면서 고관 명칭과 존엄 칭호가 분류되던 옛 구별법이 소멸된 것을 알 수 있는데 이 보고서에 그 동안에 축적된 체계적 명명법들이 담겨있다.

## 제국 칭호
다음의 칭호들은 가장 높은 칭호들이며, 황족 가문 일원들 또는 황제의 바램에 따라 친교를 맺은 소수의 선택된 외국의 통치자들에게만 한정되었다.

### 황제 칭호

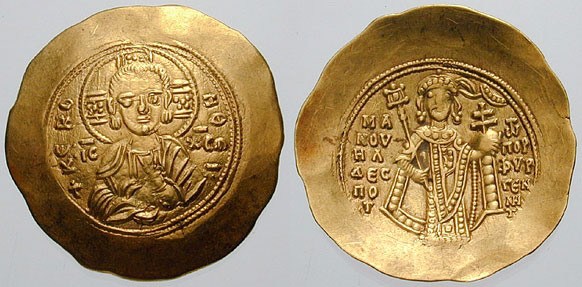
마누엘 1세 콤네누스가 새겨진 동전이며, 뒷면에는 그의 칭호인 포르피로게네토스가 새겨져 있다.

- 바실레프스(βασιλεύς) : 그리스어로 "군주"이며 고대 및 로마 공화정 시기에 아직 로마로 편입되기 전이었던 그리스어 문화권 영토인 발칸 반도나 소아시아 등지의의 왕들, 예를 들면 마케도니아 왕국, 폰토스 왕국, 아르메니아 왕국, 페르가몬 왕국, 박트리아 왕국, 셀레우코스 왕조나 프톨레마이오스 왕조 등이 사용하였다. 알렉산드로스 대왕의 칭호 중 하나였으며 아케메네스 조 페르시아의 황제가 메가스 바실레프스라는 칭호로 사용하기도 했다. 이라클리오스가 629년에 그 칭호를 옛 라틴어 칭호인 아우구스투스에 대체하여 채택하였으며 그리스어로 "황제"의 뜻이 되었다. 이라클리오스는 아우토크라토르(αὑτοκράτωρ : 스스로 지배하는 자, 즉 주권자를 의미한다. "전제 군주(autocrat)", "절대 군주(self-ruler)"의 어원)라는 칭호와 퀴리오스(κύριος : "제국의 주인(lord)")라는 칭호도 사용했다. 비잔티움 제국은 "바실레프스" 칭호는 기독교 통치자인 콘스탄티노폴리스의 황제만을 위하여 사용하였으며, 서유럽의 왕은 라틴어 '렉스("왕")을 그리스어화한 레가스라 칭했다. 여성형 바실리사는 "여제"였다. 여제들은 유세베스타테 아브고우스타("가장 독실한 아우구스타")로 알려졌으며, 퀴리아("제국의 여성 주인(Lady)") 또는 디스포니아("여성 절대 군주(despotes)")라고도 불렸다. 실제로 장자 상속을 받는 경우는 비잔티움 제국권의 계승에서는 단 한번도 합법적으로 성립된 적이 없었다. 왜냐하면, 원칙상 로마의 황제는 원로회, 시민, 군대의 공통 발성 투표로 선출되었기 때문이다. 그 원칙은 로마의 "공화정" 전통에 확고한 뿌리를 두고 있었으므로, 황권의 세습은 기각되었고 공화정의 다양한 직분의 의원들이 한 사람을 집중 지목하여 지명되었다. 많은 황제들이 맏아들들의 황위 계승권을 보호하는데 관심을 기울였고, 황제가 죽더라도 잠시간 황위의 공백이 없도록 하기 위하여 그들의 맏아들들이 어릴 때부터 부제의 직위에 올렸다. 이와 같은 경우에는 황제를 선출에 의해 옹립할 필요성이 전혀 없었다. 과부가 된 전 황후와 재혼하거나, 황제를 폐위하여 수도사로 만든 후에, 새로운 황제가 황위에 오르는 경우가 여러 차례 있었다. 몇 황제들은 무능하다고 간주되어 퇴위되기도 하였다. 예를 들어, 군사적 패배 이후에 몇 명은 살해당했다. 대표적인 경우로는 만지케르트 전투에서 패배한 뒤 폐위시켜 장님이 되어 쓸쓸한 죽음을 맞이한 로마노스 4세가 있다.

- 포르피로예니토스(πορφυρογέννητος) ─ "티레의 자색 태생" : 황위 승계의 정통성을 강조하기 위해서 황제들은 (황제를 상징하는 티레의 고급스러운 자색(puple) 비단을 자색을 띄는 이집트 산 대리석 벽에 두른 방이라 포르피라라고 불린) 콘스탄티노플 부콜레온 황궁 분만실에서 태어난(예니토스) 자식에게 이 칭호를 붙였다. 조건 상 이미 황제인 이가 정통성 있는 황후에게 낳은 아이이기에 매우 확고한 정통성을 지녔음을 의미했고 따라서 그렇게 정권을 이어받은 황제는 황권의 합법성에 대한 어떠한 극심한 논란과 반대를 초월하여 군림할 수 있었다.

- 아우토크라토르(αὐτοκράτωρ) ─ "전제 군주(self-ruler)" : 직역하면 스스로 지배하는 자라는 뜻으로 그 위에 아무도 없는 주권자를 가리킨다. 이 칭호는 황제의 군단 지휘관으로서의 칭호인 임페라토르를 대체하였다고 본다.
- 바실레프스 아우토크라토르 (βασιλεύς αὐτοκράτωρ): 통치의 용이성이나 후계 정통화를 위해 공동황제나 부제를 임명하면서 이들을 통솔하는 전권 황제를 위한 칭호가 필요해지자 두 칭호를 결합해 만든 칭호다. 11세기 후반 이후 바실레프스 카이 아우토크라토르 로마이온(βασιλεὺς καὶ αὐτοκράτωρ Ῥωμαίων), '로마인의 황제이자 주권자'라는 호칭이 공식 칭호로 굳어졌다.

### 황족 칭호

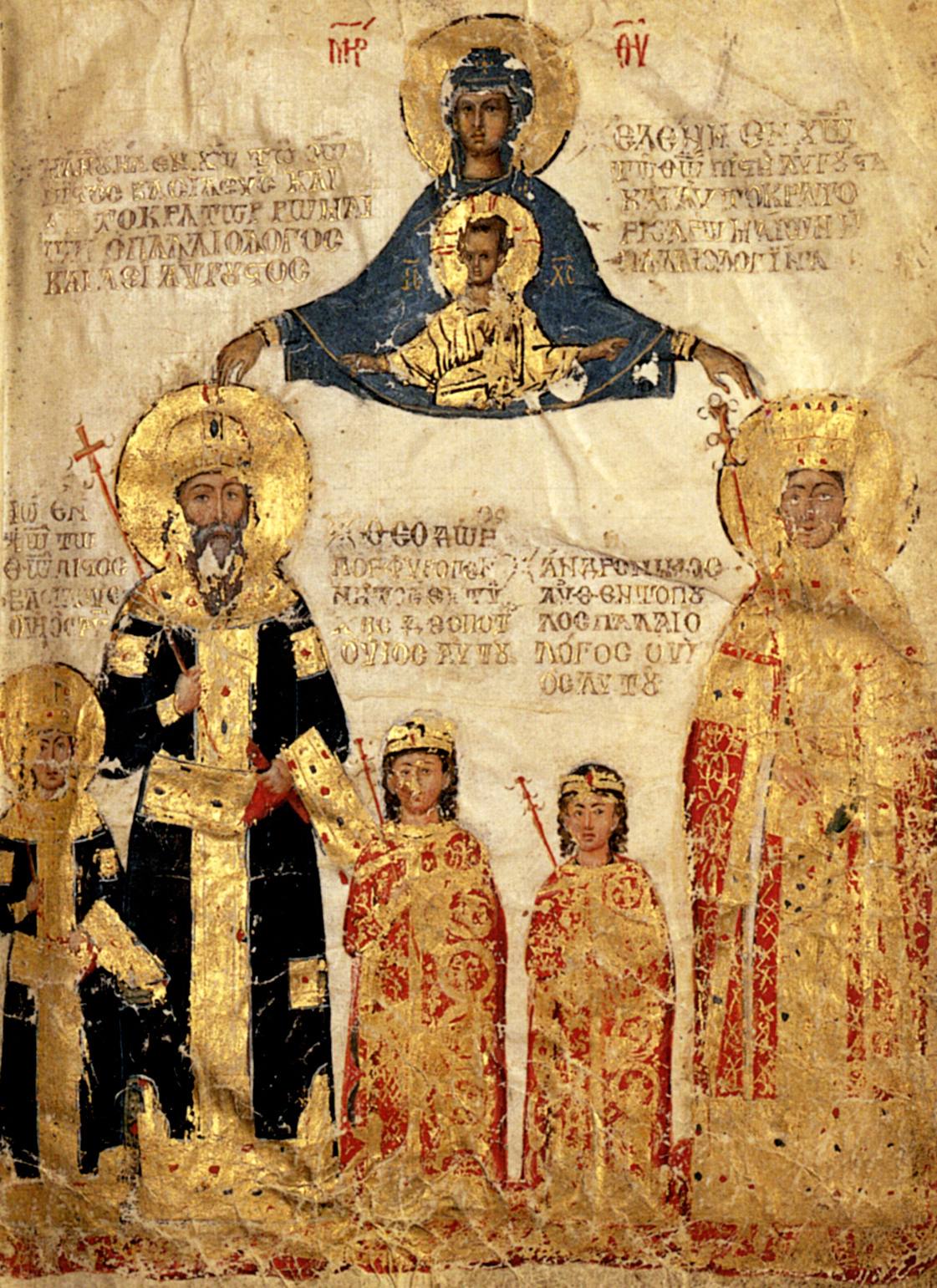
마누엘 2세 팔라이올로고스 황제와 그의 가족들: 헬레나 드라가시스 황후(오른쪽), 그들의 아들 요한네스, 안드로니코스, 테오도르, 요한네스는 그의 부친의 세자이며 섭정황제로, 황제의 전통의상의 레플리카를 입고 있다.

- 데스포테스(δεσπότης) ─ "제국의 주인(lord)" : 유스티니아누스 1세 시대 때부터 전제 군주의 칭호였으며, 친왕으로 임명한 황태자에게 부여하는 호칭으로 변하였다. 동전에 바실레프스 대신에 데스포테스가 널리 사용되었다. 12세기, 마누엘 콤네노스는 이 칭호를 황제 다음인 가장 높은 "부여된" 칭호로 별도의 칭호로 구분했다. 아직 아들이 없던 마누엘 1세는 외국의 통치자인 헝가리 왕국의 벨라 3세를 자신의 딸과 약혼시킨 뒤 사위로 삼아 제위 계승권자로서 이 칭호를 부여하였는데 이를 통해 그가 헝가리 왕이자 비잔틴 제국의 황제로서 헝가리 왕국을 비잔틴 제국의 봉역 아래에 두려는 심산이었다. 이에 반발한 시르미움 전투로 그냥 헝가리 왕국이 아래로 들어온데다 마침 알렉시오스 2세가 태어나 그는 그냥 헝가리 왕이자 데스포테스로 삶을 마쳤다. 마지막 로마 황제인 콘스탄티노스 11세가 미스트라가 수도인 모레아 데스포타테의 공동황제로서 이를 기반으로 장엄한 최후를 꽃피우기도 했다. 이 칭호의 여성형인 데스포이나는 여성 데스포티스 또는 데스포티스의 아내를 칭했지만, 여왕이라고도 알려졌다.

- 세바스토크라토르(σεβαστοκράτωρ) ─ "존경받는 통치자(Venerable Ruler)" : 알렉시오스 1세 콤니노스가 아우토크라토르와 세바스토스(아래 참조)를 결합해서 만들었다. 최초의 세바스토크라토르는 알렉시오스의 형제 이사아키오스였다. 이 칭호는 황제와 가까운 인척관계라는 의미 만을 지닌 본질적으로 목적 없는 칭호였지만 데스포테스 바로 다음으로 높았다. 여성형은 세바스토크라토리사이다. 세바스토크라토르라고 불린 최초의 외국인은 이 칭호를 받은 세르비아의 초대 대공 스테판 네마냐다. 칼로이안이라는 이름의 불가리아 귀족도 이 칭호를 사용하였다.

- 카이사르(καῖσαρ) ─ "시저(Caesar)" : 원래는 초기 로마의 황제 칭호였으나 비잔티움 제국 시대에는 하위의 공동황제나 명백한 황위 계승권자에게 임명한 부제의 칭호로 사용되었으며, "수여된" 존엄 칭호 가운데 으뜸이었다. 이 칭호를 지닌 사람은 광범위한 특권, 커다란 명성과 권력을 누렸다. 알렉시오스 1세가 세바스토크라토르를 만들었을때, 카이사르는 세 번째로 유력한 칭호가 되었고, 마누엘 1세가 데스포테스를 만든 다음에는 네 번째로 유력한 칭호가 되었다. 여성형은 카이사리사이다. 그렇다고 할지라도 이 칭호를 지닌 사람은 가장 아주 중요한 지위에 있었고 소수의 고위층 사람들과 특히 뛰어난 고관들에게 수여되었으며, 드물게 외국인 군주에게 수여되었다. 유스티니아누스 2세는 705년에 불가르족의 칸 불가리아의 테르벨에게 카이사르의 칭호를 수여했다. 그 후 그 칭호는 (라틴어에서 유래하여 불가리아어를 거쳐 러시아어, 세르비아어, 그 외의 언어들로 변화하며) 러시아 황제의 칭호 차르로 발전했다. 안드로니코스 2세 팔라이올로고스는 1302년에 카탈루냐인 용병대의 지도자 루기에로 다 피오레에게 이 칭호를 수여하기도 했다.

- 노빌리시모스(νωβελίσσιμος) ─ 라틴어 노빌리시무스(Nobilissimus, "가장 고귀한")에서 유래 : 이 칭호는 원래 카이사르 바로 아래인 칭호로 황제와 가까운 친인척에게만 주었다. 콤네노스 황조 시대 동안에, 이 칭호는 고관들과 외국의 고위 인사들에게 수여되어 그 지위에 대한 의미가 희석되었다. 이 칭호를 대신해서 프로토노빌리시모스 칭호가 만들어졌고, 그 의미가 쇠퇴하기 시작할 때 부터는, 더 증음된 형태의 칭호인 프로토노빌리시모히페르타토스 만으로 대부분 대체되어 사용되었다. 후기 팔라이올로고스 시대 쯤에, 전자의 칭호는 사라졌고, 반면에 후자의 칭호가 지방관들에게 사용되었다.

- 쿠로팔라테스(κουροπαλάτης) ─ 라틴어 쿠라 팔라티(cura palatii, "황궁 담당관")에서 유래 : 유스티니아누스 1세 때에 처음 사용되었다고 전해지며, 제국 황궁의 관리 담당관이었다. 그러나, 이 칭호를 지닌 사람은 황제와 매우 근접해 있었을 뿐만 아니라, 그 직위에서 파생되는 영향력이 큰 권력과 커다란 부 덕분에 그 칭호에도 엄청난 명성이 축적되었다. 이에 따라 황족 가문의 중요한 구성원에게 수여 되었지만, 11세기부터 축소되어, 아르메니아와 조지아의 봉신 군주들에게 주로 수여되었다.

- 세바스토스(σεβαστός) ─ "한 명의 아우구스트(August One)" : 이 칭호는 라틴어 아우구스투스 또는 아우고우스토스를 그리스어로 옮긴 것이며, 때때로 황제가 사용하였다. 11세기 후반에 칭호를 분리해서 썼고, 알렉시오스 1세 콤네노스가 그의 형제들과 인척들에게 수여했다. 이 칭호의 여성형은 세바스테이다. 특별 칭호 프로토세바스토스(가장 존경받는 한 사람, "First Venerable One")은 알렉시오스의 둘째 형 하드리아노스에게 수여하기 위해서 만들어졌으며, 베네치아 공화국의 도제와 이코니움의 술탄에게 수여되기도 했다. 12세기에는 이 칭호는 황제의 자녀들과 세바스토크라토르의 자녀들과 외국의 군주들에게 주는 칭호에 머물렀다. 그러나, 12세기 동안에 광범위하게 호칭을 수여하면서 더 가치있는 칭호가 필요해지자 판(모든, "all"), 히페르(상위의, "above"), 프로토(첫 번째, "first")인 접미사를 붙였고, 예를 들어, 판세바스토스, 판히페르세바스토스 또는 히페르프로토판세바스토히페르타토스와 같은 우스꽝스럽게 뒤얽혀 배열된 단어가 만들어지는 결과를 낳았다. 이혼합 칭호들 중 몇 개만이 12세기를 지나서도 살아남았고, 모두 다 급격히 의미를 잃어갔다.

## 8~11세기 궁정 칭호

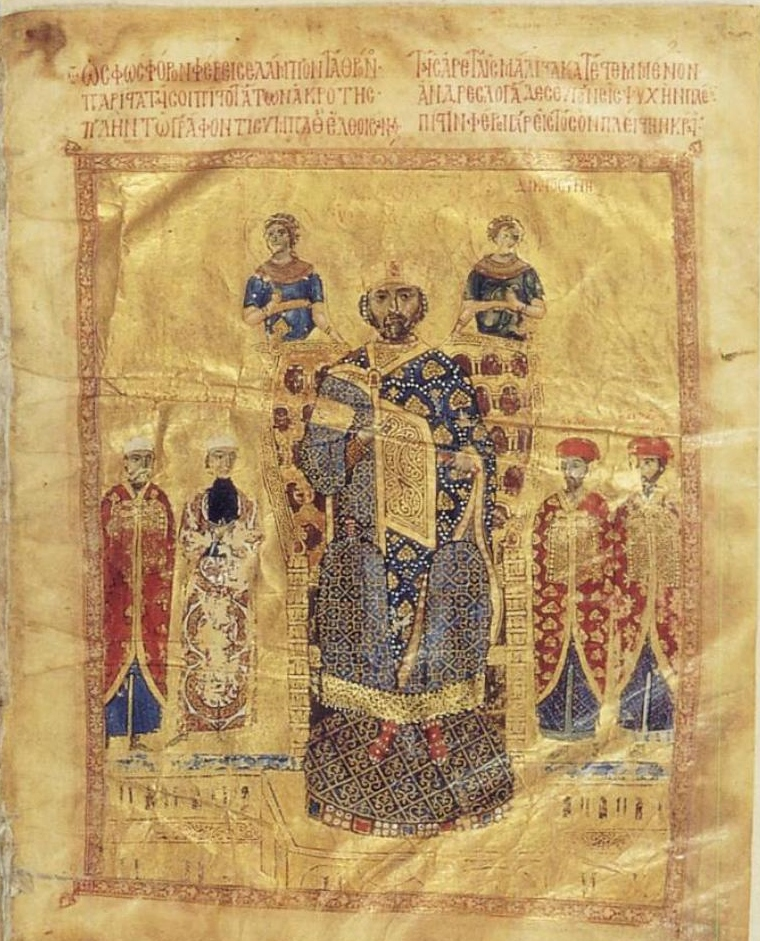
니케포루스 3세 황제. 1070년대에 필사본 삽화이다. 황제의 측면에는 진실과 정의가 인격화되어 있고, 연장자인 황실 고관들이 있다. 왼쪽에서 부터: 프로에드로스 겸 에피 토우 카니클레이오우, 프로에드로스 겸 프로토베스티아리오스(수염 없는 환관), 황제, 프리에드로스 겸 데카노스, 프리에드로스 겸 메가스 프리미케리오스.

타크티콘 우스펜스키와 필로테오스의 클레토롤로기온(899년)과 콘스탄티누스 포르피로게네토스의 저서들과 아래의 칭호들이 제공하는 정보에 따르면, 8~11세기에는 비잔티움 제국은 작위(ἀξίαι)에 대하여 서로 별개인 두 부류를 구분지었다. 한 분류는 순수한 경칭인 궁정 칭호이며 계층의 상징으로 수여한 수여 작위(διά λόγου ἀξίαι, "dignities by award")이고 다른 한 분류는 국가 고관들에게 황제가 수여된 선포 작위(διά λόγου ἀξίαι, "dignities by proclamation")이다. 전자는 수염난 사람(바르바토이 : 라틴어 barbati에서 유래한 βαρβάτοι로 환관이 아님, "Bearded Ones")과 환관(ἐκτομίαι, " eunuchs")과 여성에게 각각 구별해서 수여하여 3가지의 하위 범주로 나뉜다. 국가 관리들은 본래 선포 작위를 받았으나 고관들을 혼맥을 통한 친인척에게 독점하는 상황 속에서 두 주요 범주를 같이 받은 이들이 늘어갔고 예를 들면 수여 작위인 마기스트로스와 선포 작위인 로고데테스 토우 드로모우 모두를 지닌 이가 등장하였다.

### "수염난 사람"의 칭호
"수염난 사람"(남성)들에게 "수여 되는" 칭호들은 다음과 같은 순서의 위계를 가진다. :
- 프로에드로스(πρόεδρος) ─ "대표(president)" : 본래는 환관에게 수여하는 칭호였으나 (아래 참조) 11세기에 "수염난 사람"의 칭호로 개방되었으며, 특히 군사 고관에게 사용되었다.[5]
- 마기스트로스'(μάγιστρος) : 비잔티움 제국 초에 마기스테르 오피키오룸은 최고위 고관직 중 하나였지만, 직무들을 차츰 다른 관리들이 나누어 가면서 8세기 쯤에는 그 칭호만 남았다. 그 기원 상 매우 명예로운 칭호가 되어, 10세기까지는 드물게 수여되었다.[6] 10세기 경에는, 이 칭호를 지닌 사람은 12명 뿐이었으며, 프로토마기스트로스 칭호를 가지고 있었다. 그 후 그 칭호의 보유자들의 수는 급등했고, 12세기에 어느 시점에 관청은 이 칭호를 폐지했다.[7]
- 베스타체스(βεστάρχης) : 10세기의 2반기에 고위층 환관에게 채택되었고, 1050년부터 "수염난" 선임 군사 장교와 콘스탄티노플의 법관에게 수여 되었다. 그 칭호는 12세기 초반에 사라졌다.[8]
- 베스테스(βέστης) ─ 선임자의 경칭으로, 요한네스 1세 치미스케스 집권기에 처음으로 수여되었다. 이 칭호는 환관과 환관이 아닌 사람 모두에게 수여되어 12세기까지 이어졌다.[8]
- 안티파토스(πατρίκιος) ─ "지방 총독(Proconsul)" : 처음에는 가장 고위의 지방 통치자를 의미했으며, 9세기에 테마 제도가 생성 될 때까지 실존으며, 그리고 순수한 경칭이 되었다. 11세기에는 그 중요성이 쇠퇴하여 대응으로 상이한 프로탄티파토스가 제정되었지만, 12세기 말쯤에는 두 칭호 모두 다 사라졌다.
- 파트리키오스 ─ "도시귀족(patrician)" : 콘스탄티누스 대제 집정기에 가장 높은 귀족의 칭호로 성립되었으며, 콤네누스 왕조 시대에 소멸 될 때까지 가장 높은 존엄 칭호 가운데 하나로 남았으며, 화관과 외국의 통치자를 포함한 고위 관리들에게 수여되었다. 파트리키안의 배우자는 파트리키아 칭호를 지녔다. (조스테 파트리키아와는 다름. 아래 참조)[9]
- 프로토스파타리오스(πρωτοσπαθάριος) ─ "첫 번째 스파타리오스(first spatharios)". 이 칭호가 뜻하는 바는, 처음에는스파타리오이의 지도자의 의미로 가지는 칭호였다. 예를 들면, 6세기에 나르세스가 이 칭호를 지녔다.[10] 나중에 이 칭호는 가장 일반적인 고위 황실 칭호들가운데 하나가 되었고, 한 테마를 당당하는 제국의 타그마타 또는 스트라테고이의 지휘관인 로고테타이와 같은 연장자인 관리에게 수여되었다.'프로토스파타리오스 칭호는 원로회에 입회할 수 있는 자격이 있음을 의미 하기도 했다. 그의 관청은 팔라이올로고이 시대 때까지 실존했으나, 직무 서열은 35위로 내려갔다.
- 디시파토스(δισύπατος) ─ "두배의 집정관(twice consul)". 매우 드문 존엄 칭호로, 8세기부터 유래 되었을 가능성이 높다.[10]
- 스파타로칸디다토스(σπαθαροκανδιδάτος)
- 스파타리오스 ─ "스파타-소유자(spatha-bearer)" : 그 칭호가 의미하는 바로는, 스파타리오이(스파타리오스들)은 제국의 특수 경비 요원들이었다. 그들은 황궁 안에서 특정 의무들을 이행했다. 이 칭호는 12세기 초반까지 실존했다.
- 히파토스(ὕπατος) ─ "집정관(consul)" : 로마 공화정과 제국에서, 그 칭호는 처음에 매년마다 특히 우수한 시민들 두 명("보통 집정관들" : the "ordinary consuls")에게 수여했고, 그 직분에 뒤얽힌 터무니 없이 많은 지출때문에, 유스티니아누스 1세는 그 칭호 제도를 중지시켰다. 7세기까지 이 칭호 제도는 황제들의 동의 하에 가끔씩 지속되었다. 그러나 '히파토스 또는 아포 히파톤("전임 집정관")의 표장들로 보아, 명예상의 집정관이 이 칭호를 계속해서 사용되했음을 알 수 있다.[11] 이 칭호는 종종 남이탈리아 시국의 통치자에게 협의 수여 되었다.
- 스트라토르(στράτωρ) ─ "말 사육가(groom)"
- 칸디다토스(κανδιδάτος) : 라틴어 candidatus에서 유래했고, 그 칭호를 지닌 사람들의 흰색 튜닉에 기인해서 이름 지어졌다. 그들은 본래 스콜라에 팔라티네에서 선발된 경호대원들 이었다. 이 칭호는 콤네누스 왕조 시대에 사라졌다.
- 바실리코스 만다토르(βασιλικός μανδάτωρ) ─ "제국의 전령(imperial messenger)"
- 베스테토르(βεστήτωρ, 라틴어: vestiarium)들은 제국의 의상부(wardrobe) 관리들 이었다.[12]
- 실렌티아리오스(σιλεντιάριος), 본래는 황실의 관습 유지를 책임지고 있던 조신들의 집단이었다.
- 스트라텔라테스(στρατηλάτης), 라틴어 아키스테르 밀리툼의 번역 칭호이며, 라틴어 ex praefectis의 번역 칭호 아포에파르촌(ἀποεπάρχων 또는 ἀπὸ ἐπάρχων)이다. 이 두 칭호들은 필로테오스 명부에 동등하게 올려졌다. 6세기 까지도 두 칭호들 모두 다 커다란 존엄성을 지녔지만, 그 이후부터는 평가절하 되었다.[13]

### 환관 칭호
환관들에게 "수여 되는" 칭호들은 다음과 같은 순서의 내림차순의 서열을 가진다. :
- 프로에드로스(πρόεδρος) ─ "대표(president)" : 이 칭호는 960년대에 니케포루스 2세 포카스에 의해 창안된 완전히 새로운 지위를 나타내는 칭호로 환관 파라코이모메노스인 바실 레카페노스에게 맨처음 수여되었다. 그 존엄 칭호의 보유자는 원로회 의장이기도 했으며 용어 프로에드로스는 종종 예를 들어, 프로토노타리오스를 의미하는 노타리오이(노타리오스들)의 프로에드로스가 되는, 상위 지위의 표시로 사용되었다. 이 칭호는 11세기에 그 칭호의 보유자들 가운데 가장 연장자인 사람을 구분하기 위해서 프로토프로에드로스가 제정됨에 따라, 환관이 아닌 사람들에게도 수여 자격이 부여되어, 더 폭 넓게 수여되었다.[5]
- 베스타르체스(βεστάρχης) : 10세기의 2반기에 고위급 환관에게 채택되었고, 1050년 경에 "수염난" 선임 군사 장교들과 콘스탄티노플 사법관들에게 수여되었다. 이 칭호는 12세기 초반에 사라졌다.[8]
- 파트리키오스 : "수염난 사람"에게 수여되는 파트리키오스' 칭호와 같다.
- 베스테스(βέστης) : "수염난 사람"에게 수여되는 베스테스 칭호와 같다.[8]
- 프라이포시토스(πραιπόσιτος) : 라틴어 praepositus에서 유래 했으며, "바로 위의 칭호와 서열이 같다."
- 프로토스파타리오스 : "수염난 사람"에게 수여되는 프로토스파타리오스 칭호와 같다.
- 프리미케리오스 (πριμικήριος) : 라틴어 프리미케리우스(primicerius)에서 유래 했으며, "서열은 이 환관 칭호 목록의 첫 번째와 같다."
- 오스티아리오스 (ὁστιάριος) : 라틴어 ostiarius에서 유래했으며, "경비원(doorkeeper), 문지기(usher)"의 뜻이다.
- 스파타로코우비코울라리오스(σπαθαροκουβικουλάριος)
- 코우비코울라리오스(κουβικουλάριος) : 라틴어 cubicularius에서 유래했고, "시종(chamberlain)"이다.
- 니피스티아리오스 라틴어 ostiarius

여성에게 마련된 단일형 특수 칭호는 조스테 파트리키아(ζωστὴ πατρικία, "무장한 파트리키아, Girded patrikia")이다. 이 칭호는 횡후가 명예칭호로 받았고, 필로테오스에 따르면, 마기스트로스 뿐만아니라 프로에드로스보다 높았을 뿐더러, 단지 쿠로팔라테스보다 아래일 뿐으로, 그 위계서열이 매우 높았다. 그 칭호는 9세기부터 알려졌고 11세기에 사라졌다. 그 외의 경우에, 여성은 남편의 칭호의 여성형 칭호를 보유했다.

## 황실 관리
- 파라코이모메노스 ─ "가까이에서 잠을 자는 사람"의 축어 : 황제의 침실에서 잠을 가는 황실 고관이다. 이 직분의 보유자는 통상적으로 환관이었으며, 9~10세기 동안에, 종종 사실상(데 팍토) 황궁관리장(chief ministers)으로 역할했다.
- 프로토베스티아리오스 : 일반적으로 황제의 개인 의상실을 담당하는 황제의 어린 친척 가운에 한 명이었으며, 특별히 군사 작전에 투입 되었다. 그는 때때로 제국 황족의 다른 일원으로서 황제의 개인 재무 담당관으로 책임이 있기도 하였다. 유스티니아누스 1세 시대 이전의 옛 용어는 쿠로팔라타( 또는 그리스어로 코우로팔라테스)이다. 이 용어는 초기 공식 재무 요소 담당관인 코우라토르(쿠라토르),에서 유래 했다. 베스티아리오스는 보다 하급 관리였다. 프로토베스티아리아와 베스티아리아는 황후를 위해서도 같은 기능을 수행했다.
- 파피아스 : 매일마다 황실 대문을 열고 닫아야하는 책임을 지닌, 제국 황실의 고위 문지기였다.
- 핀케르네스 : 처음에는 황제에게 술 따르는 사람이었으나, 후일에 연장자의 경칭이 되었다.
- 카니클리오스 : 제국 잉크스탠드의 경비원으로, 제국 대법관청의 연장자 관리들 가운데 한 명이 담당했다. 콤네누스와 팔라이올로고스 시대에, 그 칭호의 보유자 중에 몇 명은 사실상(데 팍토) 제국의 황실관리장(chief ministers)이었다.
- 에피 테스 트라페제스 : 연회기간 동안 제국의 테이블을 관리하는 공무 책임관이었다.

## 군사 관리

비잔티움 군대의 휘장

### 육군
엑사르초스 : 엑사르츠들은 이탈리아나 아프리카처럼 제국의 원거리 지역들의 통치자들 이었다. 그들은 내정과 군사 권력을 모두 겸해, 사실상 부왕으로 역할하며, 다른 지방의 통치자들보다 훨씬 더 커다란 독립 지위를 누렸다.
도메스티코스 : 도메스티코이(도메스티코스들)은 처음에는 제국 경비대였고, 나중에 후기 로마 군대에서 선임 참모 장교로 역할했다. 비잔티움 시대에, 그들은 최고위급 군사 장교들과 공존 했으며, 포함되는 칭호들은 다음과 같다. :
- 메가스 도메스티코스(고위 도메스티크, "Grand Domestic") : 육군 종합 사령관.
- 도메스티코스 톤 스촐론(군사 학교의 도메스티크, "Domestic of the Schools") : '처음에는 여러 경비대들이었고 나중에는 타그마가 된 스촐라에 팔라티나에의 사령관이다. 이 칭호는 매우 명성있는 칭호였고, 9세기 경에, 이 칭호의 보유자는 육군 총사령관의 임무를 수행했다. 959년 경에, 이 직위는 동도메스티코스와 서도메스티코스로 분할되었다.
- 도메스티코스 토우 테마토스(테마의 도메스티크, "Domestic of the Themes") : 유럽 테마들의 한 사람, 아시아 테마들의 한 사람으로, 군사 테마들의 사령관이며 조직자이다.

- 스트라테고스 : 빈번히 변경 부대의 대장의 칭호를 가지기도 한, 군인이며 나중에는 테마의 내정군 사령관이 되기도 하였다.
- 카테파노 : 9세기에 전개된 칭호로 이탈리아의 카테판과 같이 속령을 포함한 두 지역 또는 그 이상의 테마들을 겸한 지역의 통치자이다.
- 토우르마체스 : 군사 부대인 투르마의 지휘관이다.
- 프로토스트라토르 : 콤네누스조 황제들과 팔라이올로고스조 황제들 통치 하에서 마굿간 관리인(stable master) 칭호를 시작으로, 이 용어는 육군의 제2급 지휘관에게 사용되었다.
- 스트라토페트라체스(병영 관리자, "Master of the Camp") : 이 직위애 있는 사람은 군대의 식량과 무기들을 확실히 비축하는 임무가 있었다.
- 호플라타르체스 또는 아르체게테스 : 보병군이 재편성되고 그 중요도가 높아지던 10세기 중반에 처음 나타났으며, 대규모 군대에서 보병의 총지휘관이다.
- 프로토켄타르초스 또는 켄타르초스 : 소규모 야전 부대의 사령관이다. 이 이름은 라틴어 켄투리온(centurion)에서 유래했다.
- 메라르체스 : 육군의 한 (메로스) 부대의 지휘관이다. 일반적으로 육군은 이와 같은 사령관들 두세명으로 각각 분리되어 있었다.
- 탁시아츠에스 또는 칠리아츠에스 : 육군에서 보병 연대(탁시아치아 또는 칠라르치아)의 지휘관이다.
- 카발라리오스 : 이 칭호는 라틴어 caballarius에서 차용되었으며, 본래는 기병 군인을 의미했다. 팔라이올로고스 시대에 이 칭호는 소수 황실 칭호가 되었다.[15]

### 해군
- 메가스 도욱스 : 대공작 또는 대공, 현시대의 해군 사령 장관과 기본적으로 동등하다. 이 직위는 알렉시오스 1세 콤네노스가 제국과 테마들의 나머지 해군 부대들을 단일 제국 해군으로 통합할 때, 제정했으다. 팔라이올로고스 왕조 시대 말 경에 대공은 해군에만 국한되지 않고 정부와 관료의 수장이었다.
- 아미랄리오스 : "제독(Admiral)"의 그리스어 번역 용어, 이 직위는 후기 팔라이올로고스 시대에 성립되었으며, 아미랄리오스는 메가스 도욱스 대리였다.
- 메가스 드로웅가리오스 : 비잔티움 해군의 총사령관장직으로 사작하여, 제정된 이후의 메가스 도욱스의 해군 장교 직분의 위관이 되었다.
- 드로웅가리오스 : 이 칭호는 육군과 해군에 모두 존재했다. 8~11세기 해군에서, 드로웅가리오스는 제국 중앙 함대 또는 테마 함대의 한 함대의 사령관이었다.
- 코메스 또는 드로웅가로코메스 : 전함 소함대의 지휘관.
- 켄타르초스 또는 나우아르초스 - 배의 선장.

### 다른 군사 칭호들
- 에트아르체스 : 에트아르츠, 외국 군대의 사령관.
- 코노스타울로스 : 라틴어: Comes stabuli, 그리스어: Konostaulos, 영어:count of the stable. 그리고 프랑크족 용병 대장인 군 총사령관(constable)과 같은 다양했던 유럽의 봉건 칭호가운데 하나이기도 했다.
- 에테리아크 : 야만인(barbarian) 용병 대장으로, 포에데라티를 계승하고 헬레니즘 제국의 "헤타이로이"의 이름을 계승한 헤타이레이아의 대장이다. 대(메갈리), 중(메세), 소(미크라) 헤타이레아이아로 나뉘는데 편제의 크기에 따른 분류가 아니라 위상에 따른 분류다. 메갈리는 황실 경호 및 어전막사 근위 용병대로 대장은 메가스 에테리아크라고 불렸다. 미크라는 타그마타를 구성하는 외국인 기병대에 붙었고 편제는 오히려 1200 명 이상으로 메갈리에 비해 많았고 대장은 미크라 에테리아크라고 불리며 로마인만 될 수 있었다.
- 아콜로우토스 : "부관(Acolyte)", 후일에 콤네노스 시대부터 바랑기아인 경비대장이었다.
- 망글라비타이 : 황실 경비대에 예속되어, 검과 곤봉(망글라비온)으로 무장하고 있었다. 프로토망글라비테스의 지휘관의 수하이다.
- 토포테레테스 : "보상 관직(place-holder)", "위관"을 의미한다. 제국 타그마타 대리, 드룽가리오스 대리와 같이, 다양한 서열 위계가 창안되었다.

## 행정 관리

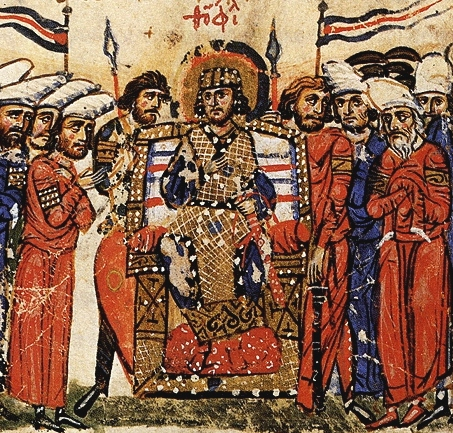
테오필루스 황제와 그 측면의 조신들. 스킬리트제스 연대기에서 발췌.

광대한 비잔티움의 관료 제도에는 많은 칭호가 있었으며 귀족과 군사 칭호들 보다 더 다양한 칭호들이 있었다. 그 시대에 콘스탄티노플에서, 관료 칭호들이 수천 가지는 안되어도, 수백가지는 되었다. 교회와 군사처럼 , 그들은 차별화된 정성들인 의상을 입었고, 종종 거대한 모자를 쓰기도 하였다. 이 칭호의 소유자들에는 황제를 직접적으로 시종들었던 더 평범한 사람들의 일부도 포함된다.
- 파에토리안 프레페크트 : 처음에 집정관의 장관(Praetorian Prefect) 칭호는 제국의 동부와 서부 지구의 사령관에게 사용되었던 옛 로마의 직위였다. 그 칭호는 3세기에 대폭적인 내정과 군사 개혁으로 인해 폐지되었다. 이 칭호는 도메스티코스로 발전했다. 디오클레티아누스의 개혁 이후에, 프레페크트의 기능은 행정, 재무, 사법, 입법에도 이르는 넓은 범위를 포괄했다. 지방 통치자들은 그의 추천으로 임명되었고, 그가 황제에게 승인을 받아야 해임되었다. 그는 지방들의 통치자들에게 정기적으로 행정에 관해서 보고 받았다. 그는 사유재산을 가질 수 있었으며 세금으로 충당되는 수입이 있었고, 그에게 양도된 군대에 대한 식량 지원을 받았다. 그는 항소에 관한 최고 재판권도 있었다. 피고인들이 하급 재판소에서 그의 법정으로 보내진 사례라면, 더 이상 황제에게 호소 할 수 없었다. 그는 그의 권한으로 집정관 칙령들을 공포할 수 있었지만, 그들은 세부 사항들에만 관심을 기울였다.
- 바실레오파토르(βασιλεοπάτωρ) ─ "황제의 부친" : 비잔티움 역사에서 딱 두번 수여되었던 예외의 칭였다. 바실레오파토르는 황제의 친부가 아니며, 그 칭호는 가계를 통틀어 황제와 친족이라는 필연적인 표시가 아닌데도 불구하고, 그 수여자들 둘은 콘스탄티누스 7세와 단기간 섭정했던 황제의 계부 즉, 스틸리아노스 자오우트제스들인 현명한 레오 6세와 로마노스 1세 레카페노스였다. 그 직위는 "법령" 관저 서열 가운데 으뜸이었으며 폭넓은 행정 의무들이 수반되었다.
- 프로타세크레티스 : 상서원(chancery) 수장의 초기 칭호로, 정부 공문서 보존 책임관이었다. 아세크레티스는 그 보다 하급이었다. 다른 하급 직위들에는 차르토울라리오스(제국 문서 담당관) , 카스트렌시오스(황실 출납계원) , 미스티코스(보좌관), 에디키오스(국고 관리관)들이 포함된다.
- 로고테테스 : 광범위한 관료 제도에서 장관직이며, 엄밀한 근무지에 따라 결정되는 다양한 직분이 있었다. 로고테테스들은 가장 중요한 관료들 가운데 일부였다. 그들은 다음과 같다.:

- 메가스 로고테테스(대로고테테, "Grand Logothete") : 로고테테스들의 수장으로, 서유럽의 상서원과 다소 유사하게 법계와 국고 책임관이었다.
- 로고테테스 토우 트로모우(드로메 로고테테, "Drome Logothete") 외교와 체신 수석.
- 로고테테스 톤 오이케야콘 : 오이케야코이(오이케야콘들, "oikeiakoi")의 로코테테.
- 로고테테스 토우 게니코우(일반 로고테테, "General Logothete") : 세금징수 담당관으로, 아래의 경우에는 비서로도 역할 하였다.
- 로고테테스 토우 스트라티오티코우(군사 로고테테) - 민간인인 국방세무 담당관이었다.

- 타르토울라리오스 토우 베스티아리오우는 공립 의상실 담당으로, 금화와 은화 주조와 함대 설비의 책임관 이었다.

로그테테스들은 처음에는 황제에게 약간의 영향을 끼쳤지만, 마침내 명예직이 되었다. 제국 후기 시대에, 대로고테테는 메사존("조정자")로 대체되었다.
다른 행정직 칭호들은 다음과 같다.:
- 콘스탄티노플 경찰청장 : 콘스탄티노플의 시 경찰정장(praefectus urbi, 프라에페크투스 우르비).
- 검찰관(Quaestor) : 처음에는 법관이었고, 마지막에는 콘스탄티노플의 사법관이 되었다.
- 트리보우노스 : 로마의 호민관(tribune)과 동등하며, 콘스탄티노플의 길, 기념물, 건물의 관리직을 수행했다.
- 마기스테르(마기스테르 오피키오룸, 마기스테르 밀리툼, 그리스어로 "maistor") : 옛 로마의 용어로, 관청장, 육군 원수를 뜻한다. 레오 3세 시대 경에, 이 칭호들은 명예직 칭호가 되었고, 결국에는 사라졌다.[16]
- 사켈라리오스 : 헤라클리우스 집권기에, 로고테테스와 그외 다른 황궁 행정관의 명예직 감독관이었다. 나중에, 제국의 수석 재무 감사관이 되었다.
- 프라에토르 : 본래는 세금 징수를 담당하는 콘스탄티노플의 행정관이었다. 10세기 후반부터 1024년까지, 한 테마의 내정 통치자였다.
- 케팔레 : "수장"의 뜻으로 팔라이올로고스 시대에, 작은 지방과, 통상 그 마을과 둘러싸고 있는 영토의 통치자였다.
- 호레아리오스 : 국가 곡창의 식량 분배를 담당했다.

이 중에서 프로타세크레티스, 로고테테스, 장관, 집정관, 검찰관, 마기스테르, 사켈라리오스는 의회의 의원들이었다.

### 황실 생활
중세 비잔티움에 평화가 높이 드리웠을 때, 황제 콘스탄티누스 포르피로게네투스의 엄청나게 상세히 설명된 연례의 예식 기록(Book of Ceremonies)에 따르면, "발레 무대를 지나가는" 황궁의 생활은 어느 때곤 꼼꼼한 의식들로 "제국권이 조화와 질서를 이룰수 있었다.", "그러므로 창조자께서 만드신 것과 같이 제국은 만물의 섭리를 반영할 수 있었다."는 의미를 나타냈다고 한다. 특정 시기에 사람들이 많은 계층들의 사람들이 입는 특정 의복의 형태는 다음과 같다. 황제 또는 황후의 영명 축일 저녁 만찬 때에 고위 관리들의 여러 단체들은 의식의 "춤"을 공연했고, 그들 중 한 무리는 "청색과 백색의 단소매 의류를 입고, 금띠와 금발찌를 착용했으며, 그들의 손에는 펭기아라고 불리는 것을 들고 있었다." 두 번째 무리는 첫 번째와 같은 공연을 했지만, "나눠서 녹색과 적색 의류를 입고 금띠를 두르고 있었다." 그 색상들은 옛 전차 경주단들의 상징이었고, 네 단체는 청색과 녹색으로만 혼합되었고, 관리 서열은 합병되었다. 프랑스의 루이 14세의 베르사유 궁전에서와 같이, 정성들인 드레스와 황실 의식은 정치적 긴장에 대한 은폐와 주의분산에 대한 최소한의 노력의 일환 이었을지도 모른다.
그러나, 황제가 오랜 시간 동안 군사 작전으로 원정을 떠난, 안나 콤네네나 시대 경에 돼서야, 그 생활 방식은 괘 많이 바뀌어, 십자군의 점령 이후에, 실질적으로는 사라졌다. 프랑스인 사절은 황후가 프랑스의 왕비보다 교회에 덜 참석하는 것을 보고 놀랐다고 한다. 황족들은 대부분 대황궁에서 상대적으로 밀집된 블라케르나이 궁전으로 유기되었다.

## 같이 보기
- 동로마 해군
- 동로마 전술
- 동로마군
- 비잔티즘

## 참고 문헌
1. ↑  Kaldellis, Anthony (2015년 3월 5일). “Byzantine Readings of Ancient Historians”. doi:10.4324/9781315720067.
2. 1 2 3 4  Kazhdan (1991), p. 623
3. ↑  Robin Cormack, "Writing in Gold, Byzantine Society and its Icons", 1985, George Philip, London, p180, using Kazhdan A.P. , 1974 (in Russian) ISBN 0-540-01085-5
4. ↑  Spatharakis, Iohannis (1976). 《The portrait in Byzantine illuminated manuscripts》. Brill Archive. 110쪽. ISBN 9789004047839.
5. 1 2  Kazhdan (1991), p. 1727
6. ↑  Bury (1911), p. 21
7. ↑  Kazhdan (1991), p. 1267
8. 1 2 3 4  Kazhdan (1991), p. 2162
9. ↑  Kazhdan (1991), p. 1600
10. 1 2  Bury (1911), p. 27
11. ↑  Bury (1911), p. 26
12. ↑  Bury (1911), p. 25
13. ↑  Bury (1911), pp. 21, 23-24
14. ↑  Kazhdan (1991), p. 2231
15. ↑  Mark C. Bartusis, "The Kavallarioi of Byzantium" in Speculum, Vol. 63, No. 2 (Apr., 1988), pp. 343-350
16. ↑  Bury (1911), p. 32
17. ↑  Steven Runciman, Byzantine Style and Civilization, 1975, Penguin

## 참조
- Bartusis, Mark C. (1997). 《The Late Byzantine Army: Arms and Society 1204–1453》. University of Pennsylvania Press. ISBN 0812216202.
- (프랑스어) Bréhier, Louis (2000) [1949]. 《Les institutions de l'empire byzantin》. Paris: Albin Michel. ISBN 978-2226047229.
- Bury, John B. (1911). 《The Imperial Administrative System of the Ninth Century - With a Revised Text of the Kletorologion of Philotheos》. Oxford University Publishing.
- Angold, Michael (1984). 《The Byzantine Aristocracy: IX to XIII Centuries》. BAR International Series. ISBN 0-86054-283-1.
- Haldon, John F. (1997). 《Byzantium in the Seventh Century: The Transformation of a Culture》. Cambridge University Press. ISBN 978-0521319171.
- Haldon, John F. (1999). 《Warfare, State and Society in the Byzantine World, 565–1204》. London: UCL Press. ISBN 1-85728-495-X.
- Kazhdan, Alexander (1991). 《Oxford Dictionary of Byzantium(편집본)》. Oxford University Press. ISBN 978-0-19-504652-6.
- Kelly, Christopher (2004). 《Ruling the later Roman Empire》. Harvard University Press. ISBN 978-0-674-01564-7.
- (프랑스어) Oikonomides, Nicolas (1972). 《Les listes de préséance byzantines des IXe et Xe siècles》. Éditions CNRS.
- Treadgold, Warren (1997). 《A History of the Byzantine State and Society》. Stanford University Press. ISBN 978-0-8047-2630-2 |isbn= 값 확인 필요: checksum (도움말).